# UNESCO-Schule Essen
Die UNESCO-Schule Essen ist ein Gymnasium im Essener Stadtteil Südostviertel.

## Geschichte und Charakter
Im Jahr 1964 wurde die Schule als Städtisches Aufbaugymnasium eröffnet. 1999 wurde sie offiziell als UNESCO-Projektschule anerkannt und drei Jahre später in UNESCO-Schule Essen umbenannt.
In der Tradition eines Aufbaugymnasium wird hier mit der siebten Klasse als Einstiegsschulklasse begonnen. Das nutzen entsprechend begabte Schüler, um von anderen Schulformen in die gymnasiale Laufbahn zu wechseln. Diese Chance gibt es in der Einstiegsklasse 11 erneut, um das Abitur in der Jahrgangsstufe 13 (G9) abzulegen. Ab dem Schuljahr 2026/27 wird die UNESCO-Schule Unterricht ab Klasse 5 anbieten.
Mit sogenannten Vorbereitungsklassen zum Erwerb von Deutschkenntnissen wurde 1990 begonnen, um aus anderen Nationen zugewanderten Schülern die Möglichkeit zum Seiteneinstieg zu bieten, später in die Regelklassen gehen zu können. So besuchen Schüler aus rund 50 verschiedenen Ländern die UNESCO-Schule.